# Công viên Riem
Công viên Riem (còn được gọi là công viên cảnh quan Riem) là một công viên cảnh quan ở München, rộng khoảng 210 ha thuộc khu phố Messestadt Riem, quận Trudering-Riem. Trước đây nó là khu đất của Phi trường München-Riem cũ. Nó đã được thiết kế bởi kiến trúc sư cảnh quan Pháp Gilles Vexlard, được xây dựng từ 1997-2005 với kinh phí là 70,5 triệu euro. Hồ Riem nhân tạo rộng 10 hecta là một phần của công viên. Một ngọn đồi nhân tạo cao đến 20 mét, để nhìn quang cảnh chung quanh và để trượt tuyết, được đổ lên từ vật liệu phá gỡ từ sân bay cũ.
Công viên này đã được dùng để tổ chức Triển lãm Vườn Liên bang (BUGA) 2005. Bởi vậy công viên này còn được biết tới với cái tên là BUGA-Park. Nó được giải thưởng kiến trúc cảnh quan Đức 2005. Sau cuộc Triển lãm Vườn Liên bang, nó trở thành một khu vực giải trí cho công chúng, một công viên lớn thứ 3 ở thành phố München.

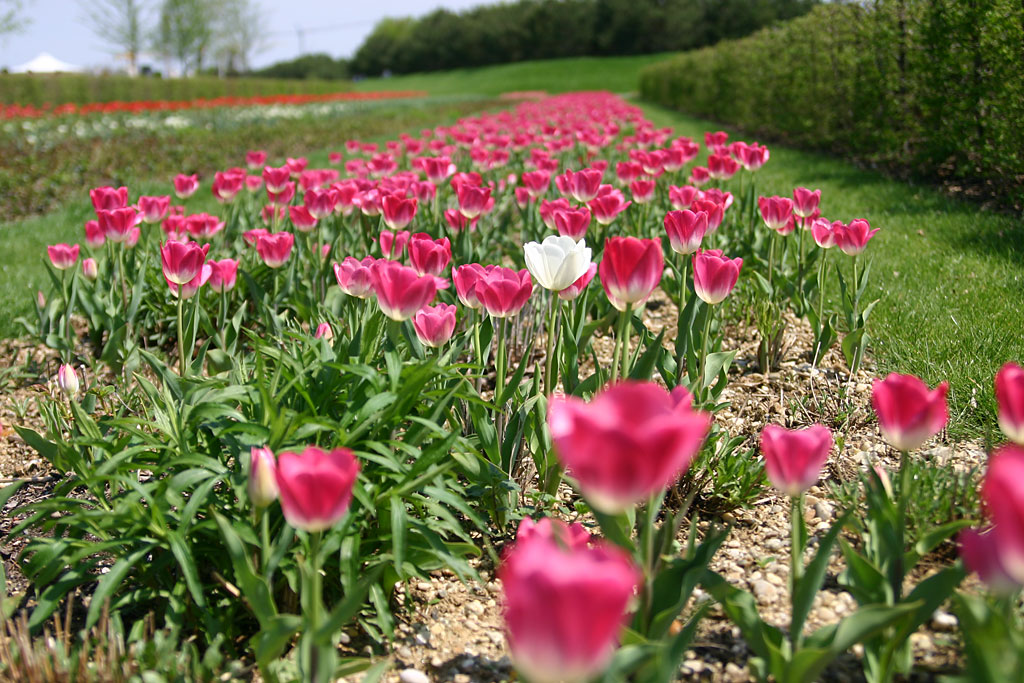
BUGA tại München
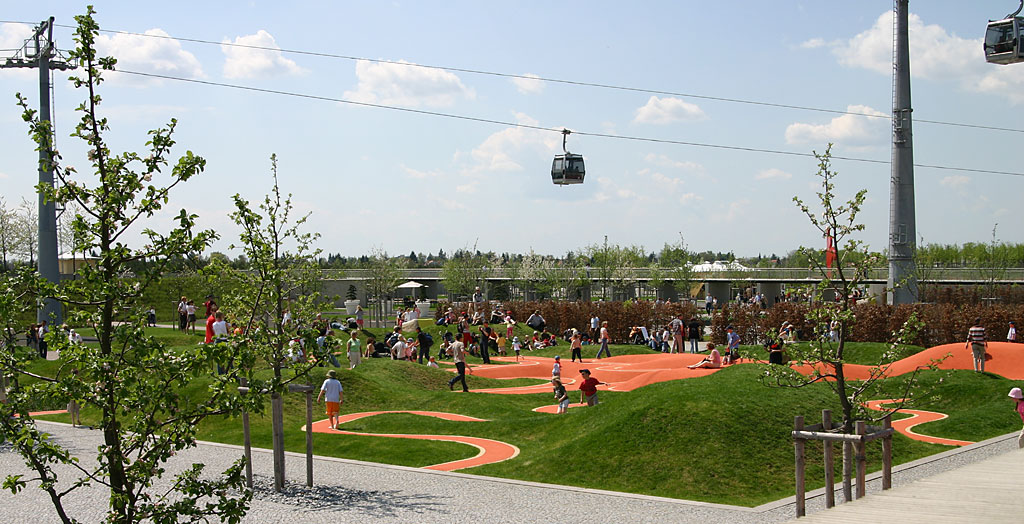
BUGA tại München
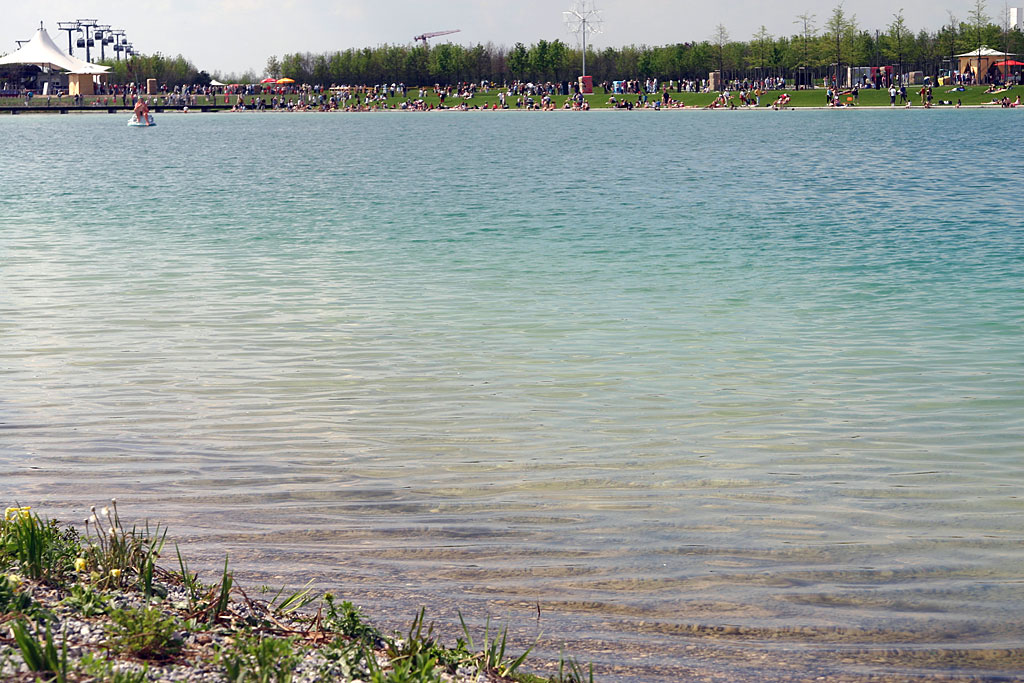
Hồ Riem
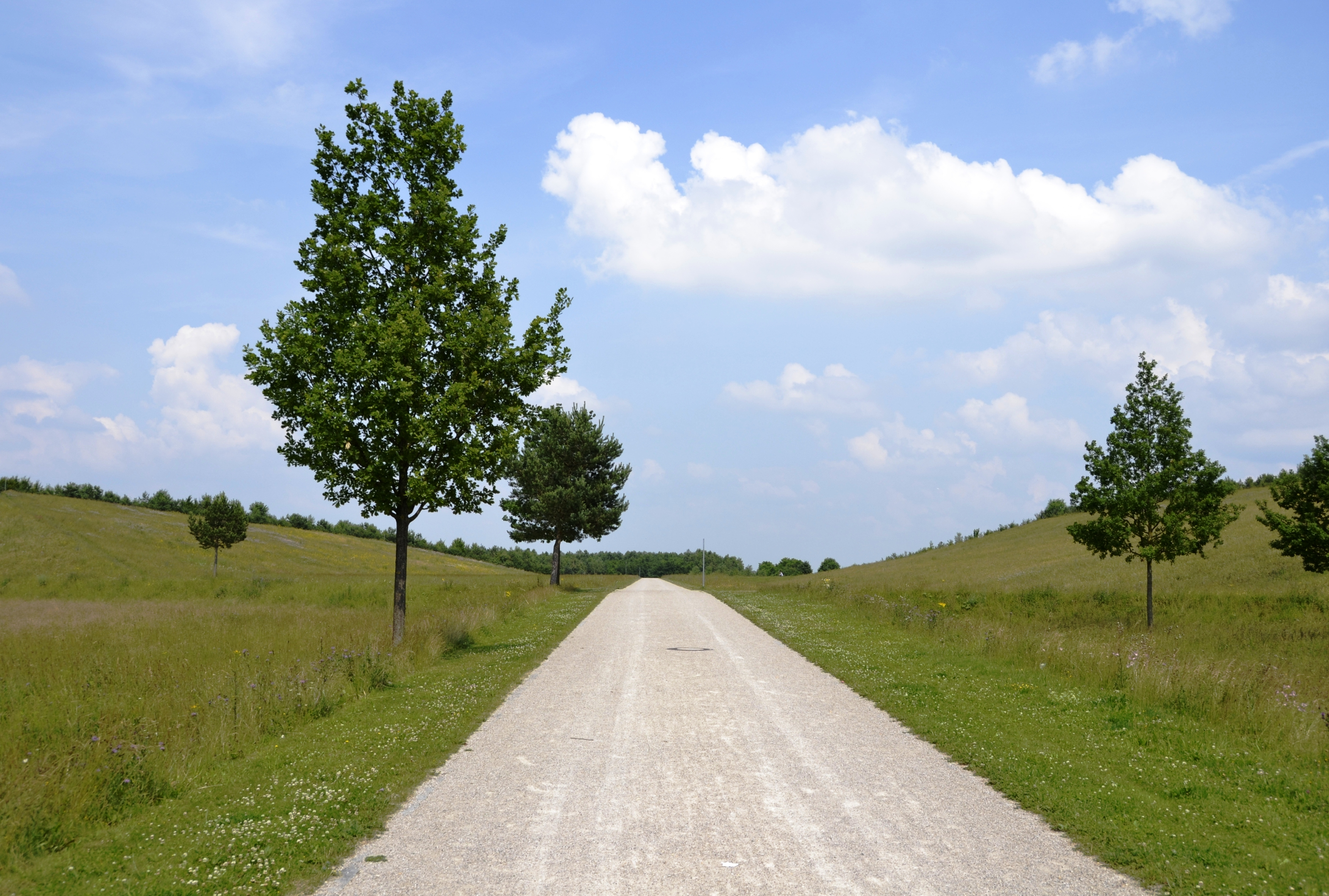
Lối đi trong công viên
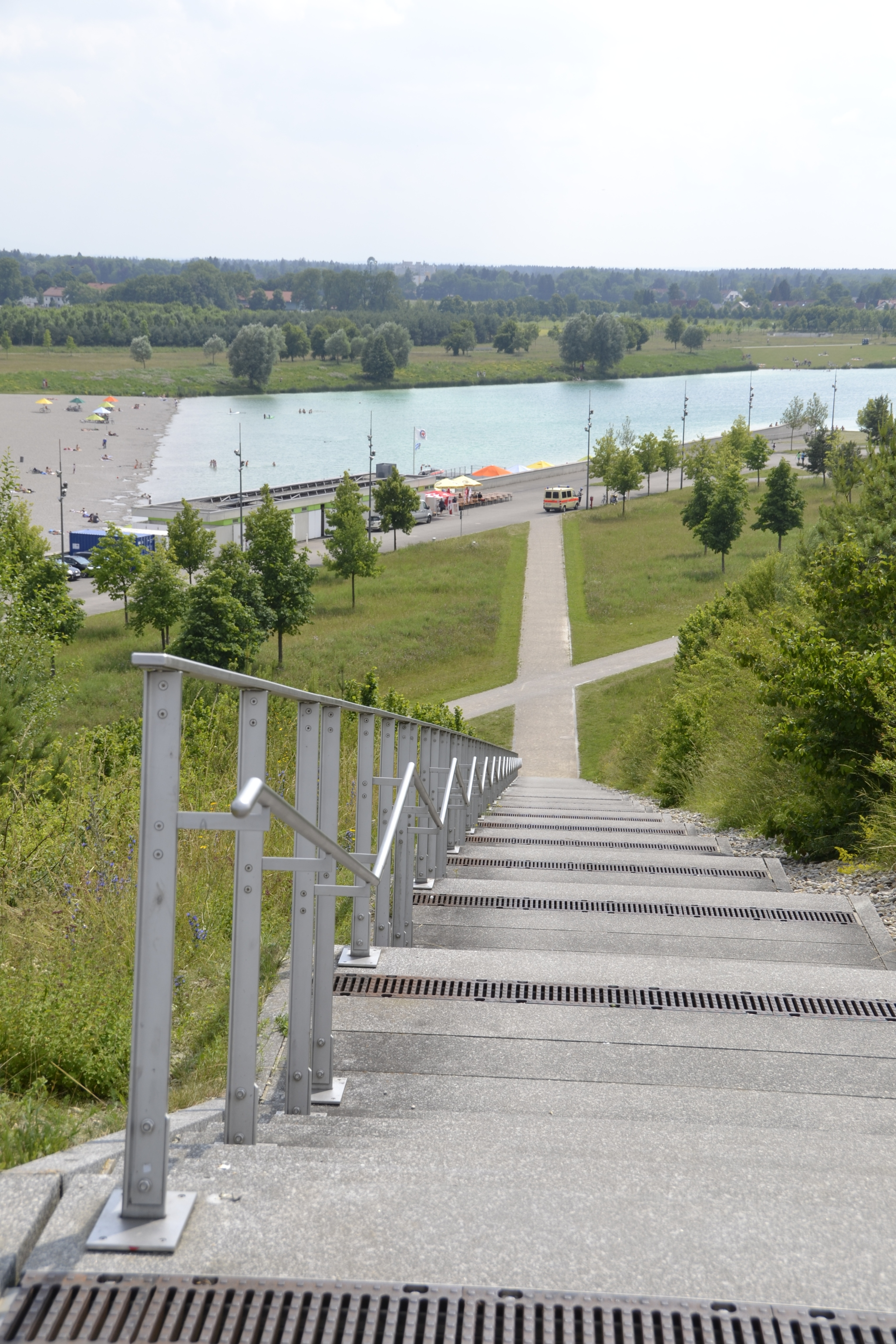
Đường xuống hồ từ đồi trượt tuyết